# Albert Larsson (politiker)
Johan Albert Larsson (i riksdagen kallad Larsson i Karlstad), född 21 september 1888 i Grava församling, Värmlands län, död 2 september 1975 i Karlstad, var en svensk sekreterare och högerpolitiker.
Larsson var riksdagsledamot i andra kammaren från 1941, invald i Värmlands läns valkrets.
Åren 1945-1951 var han förbundsordförande för Värmlands Högerförbund (dagens Moderata Samlingspartiet i Värmland). Han avstod omval 1951 och efterträddes då av riksdagsman Leif Cassel.